# Abacena santucca
Abacena santucca là một loài bướm đêm trong họ Noctuidae.